# Bad Acid Trip
A Bad Acid Trip amerikai avantgarde metal/grindcore/powerviolence zenekar. 1989-ben alakultak. Három nagylemezt és több EP-t tartalmaz a diszkográfiájuk. Lemezeiket Serj Tankian lemezkiadó cége, a Serjical Strike Records jelenteti meg.

## Története
1989-ben alakultak a kaliforniai Észak-Hollywoodban (North Hollywood). Jelenlegi tagjai Dirk Rogers, Carlos Neri és Caleb Schneider. Eredeti tagjai, Dirk Rogers és Keith Aazami több mint 10 ébe együtt dolgoznak. Több zenekarral koncerteztek már pályafutásuk alatt. A "Beef Moo" című dalukat az MTV Headbangers Ball című műsorában is leadták. 
A 2009-es "Symbiotic Slavery" című EP-jüket azért adták ki, hogy kitöltsék a "Lynch the Weirdo" és a "Humanly Possible" című albumok közötti űrt.

## Tagok
- Dirk Rogers - ének
- Caleb Schneider - basszusgitár, ének
- Carlos Neri - dob

Korábbi tagok
- Keith Aazami - gitár, ének
- James Garren - dob
- Phil Hernandez - dob
- Chris Mackie - basszusgitár
- Jose Perez - dob
- Damian Talmadge - basszusgitár
- Mike Thrashead - dob
- Joe Whitehouse - gitár

## Diszkográfia
- For the Weird by the Weird (1999)
- Lynch the Weirdo (2004)
- Humanly Possible (2011)
- Worship of Fear (2015)
- Taught to Fear (2022)

## Egyéb kiadványok
EP-k, split lemezek
- 1995: B.A.T. Live at the Fudge
- 1995: B.A.T. - split lemez az Agathocles-szel
- 1999: Remember
- 2000: B.A.T. - split lemez a Benümbbel
- 2002: Tango and Thrash B.A.T. - split lemez a Municipal Waste-tel
- 2009: Symbiotic Slavery

Demók
- 1989–1992: 12 Pack and a Dime Demo
- 1993: 4-Ken Demo
- 1994: Live at the Hong Kong
- 1995: Bad Acid Trip Demo
- 1997: Live Love Songs for Repressed Apes